# Xuân La (xã)
Xuân La là một xã thuộc huyện Pác Nặm, tỉnh Bắc Kạn, Việt Nam.

## Địa lý
Xã Xuân La có vị trí địa lý:
- Phía bắc giáp xã Bộc Bố, xã Bằng Thành và tỉnh Cao Bằng
- Phía đông giáp xã An Thắng
- Phía nam giáp xã Nghiên Loan
- Phía tây giáp xã Cổ Linh và xã Bộc Bố.

Xã Xuân La có diện tích 39,35 km², dân số 2.817 người, mật độ dân số đạt 72 người/km².
Sông Năng tạo thành ranh giới tự nhiên với tỉnh Cao Bằng của xã.

## Hành chính
Xã Xuân La được chia thành các thôn: Cọn Luông, Khuổi Khỉ, Khuổi Bốc, Nà Án, Thôm Mèo, Nặm Nhả, Bản Sáp, Lủng Muổng, Nà Vài, Phiêng Coọng.